# Russtorp

Russtorp (även Rosstorp) är en byggnad intill sjön Magelungen vid Högerudsbacken 22 i Farsta strand, södra Stockholm. Huset uppfördes 1902 som en av de tidiga villorna i Södertörns villastad och ligger cirka 50 meter öster om Dagaborg. Huset kallas i dag även för "Bruna villan" eller "Bruna huset".
Russtorp är en rödfärgad trävilla i södersluttningen mot Magelungen som uppfördes 1902 för bankkamreren Frans Roland Neyber (eller Neijber). Han bodde här med stor familj mellan 1902 och 1912 och dog 1913. Hans hustru flyttade tillbaka till huset 1915.
Namnet "Russtorp" finns redan inritat på en karta över Stockholm med omnejd från 1912. "Rosstorp" används i stället av Farsta hembygdsförening. Huset har två våningar på en hög stensockel och ett valmat tak. Bostadsytan ligger på 281 m². Enligt en skrift om Södertörns villastad utgiven av Huddinge kommun sägs det att Aleksandra Kollontaj bodde här en tid. Hon var sovjetisk ambassadör i Sverige under andra världskriget. Numera ägs byggnaden av Stockholms stad som hyr ut det till ateljéföreningar.